# Steingräben

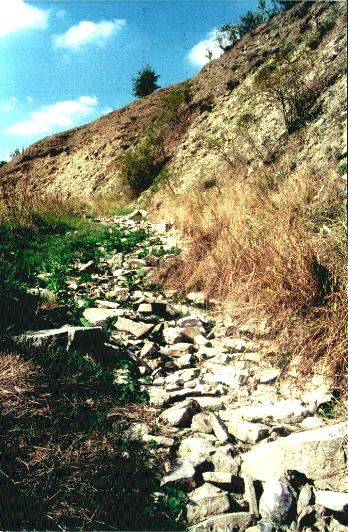
Steingraben zwischen den Ortschaften Urbach und Holzsußra im Nordwesten von Thüringen

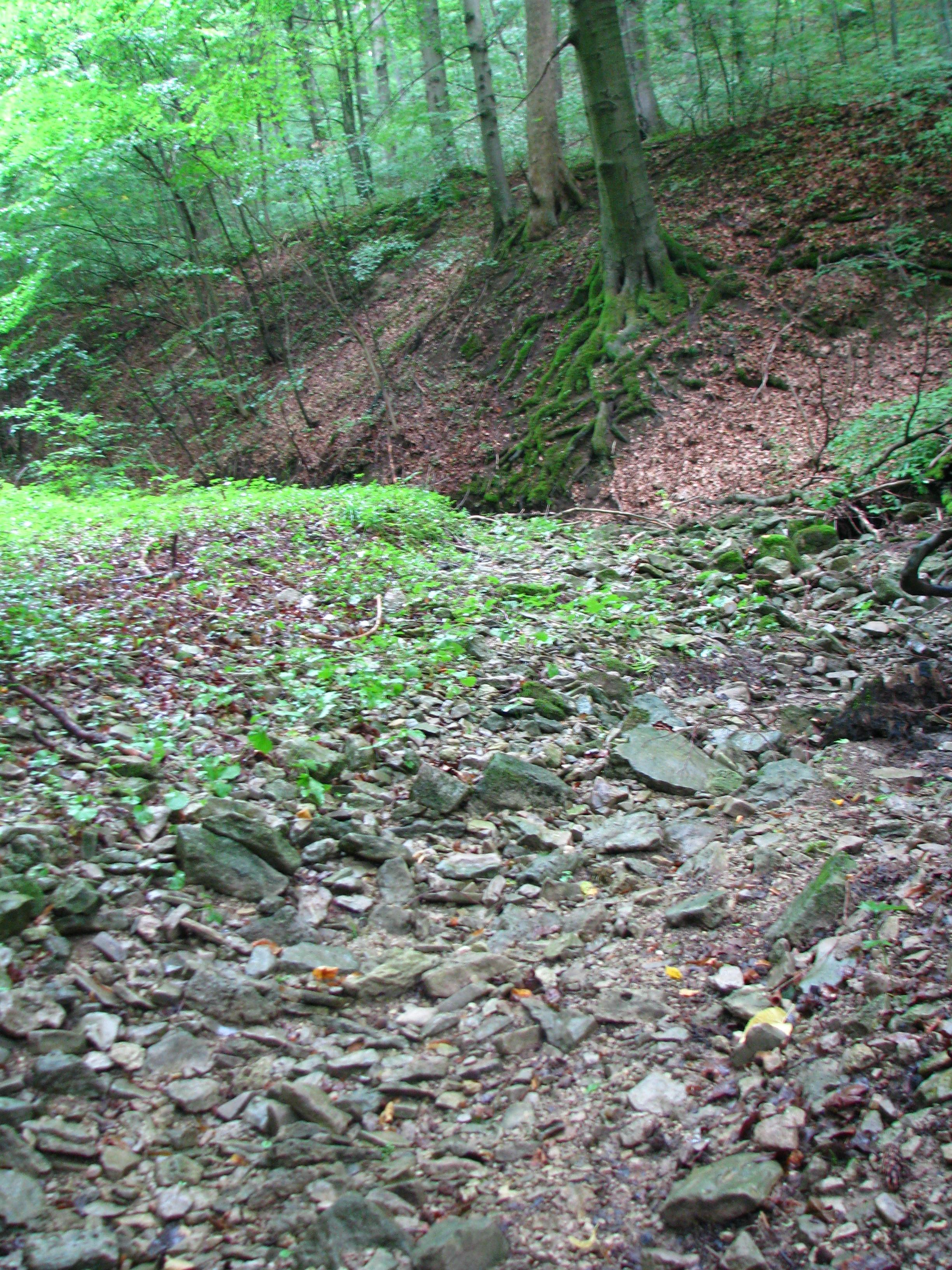
Großer Steingraben im Mühlhäuser Stadtwald

Als Steingräben werden die episodischen bis periodischen Gerinne genannt, die die von den Gesteinsschichten des Muschelkalks gebildeten Plateauflächen des Eichsfelds und rund um Mühlhausen/Thüringen im Bereich der Höhenzüge von Hainich und Dün entwässern. Ihr Name lässt sich von den bewuchslosen, steinigen Bachbetten ableiten, die die meiste Zeit des Jahres trocken liegen.
Die Sedimentkörper des Muschelkalks sind auf Grund ihrer vertikalen, durch Verkarstung stark akzentuierten Klüftung wasserdurchlässig. Die Entwässerung der natürlichen Oberfläche erfolgt daher die meiste Zeit des Jahres unterirdisch, ständig Wasser führende Bäche sind dabei die Ausnahme. Unter dem meist kantengerundeten Kalksteingeröll finden sich nicht selten auch die Steinkerne des Ammoniten Ceratites nodosus und anderer Lebewesen des ehemaligen Muschelkalkmeeres, z. B. des Armfüßers Terebratula ecki und die als Bonifatiuspfennige bekannten Stängelglieder der Seelilie Encrinus liliiformis.

## Wasserführung
In den Steingräben erfolgt die oberirdische Gebietswasserspende nur episodisch, allenfalls periodisch, nach sommerlichen Starkregenereignissen oder nach der Schneeschmelze. Dann staut sich das Wasser über tonigen Zwischenlagen des Muschelkalks. Auch nach Tauwetterperioden im Frühjahr fließt in den Steingräben Wasser zu Tal, wenn die Gesteinsklüfte noch durch gefrorenes Kluftwasser nach unten abgedichtet sind. Wenn zusätzlich noch ergiebige Regenmengen gefallen sind, die von atlantischen Tiefausläufern herrühren, können die Steingräben als reißende Bäche erscheinen. Während niederschlagsarmer Perioden, und dies ist die meiste Zeit des Jahres der Fall, liegen sie trocken und von den Zeiten mit starkem Abfluss künden nur die grusig-steinigen bis blockartigen Gerölle, die den Grund der Steingräben jeweils in unterschiedlicher Mächtigkeit ausfüllen.

## Beispiele
Eindrucksvolle Steingräben, die teilweise Engtäler und Schluchten ausgegraben haben sowie mächtige Schotterkörper aufweisen, sind der Große Steingraben im Mühlhäuser Stadtwald, der Steingraben im Flachstal zwischen Kaisershagen und Reiser, der Steingraben im Urtal zwischen Urbach und Holzsußra, der Steingraben im Schaftal bei Volkenroda, sowie der Steinbach, ein Steingraben im Südosten des Nationalparks Hainich. Im Übergang von der Muschelkalkumrahmung des Thüringer Beckens gehen die Steingräben an der Schichtgrenze zu den Tonen, Mergeln und Sandsteinen des Unteren Keuper in perennierende Gerinne über. Sie bilden im Bereich der verkarsteten Muschelkalk-Hochflächen quasi die Oberläufe der Tieflandbäche. So geht der Große Steingraben in den Felchtaer Bach, der Steingraben im Urtal in den Urbach und der Steinbach in den Orbach über.